# Ruine Albeck
Die Ruine Albeck, früher Burg Sulz genannt, ist die Ruine einer mittelalterlichen Höhenburg auf 548,3 m ü. NN bei Sulz am Neckar im Landkreis Rottweil in Baden-Württemberg.

## Geschichte
Am Standort der heutigen Burgruine Albeck fanden sich Scherbenfunde aus der Bronzezeit. Um 380 wird die Burg von den Alemannen befestigt.
Nach 910 wird ein Graf Alwig I. von Sulz als Wiedererbauer bezeichnet. 1095 werden erstmals die Grafen von Sulz erwähnt.
In den Jahren 1251/52 kommt die Burg durch Heirat einer Gräfin mit Walter von Geroldseck/Diersburg an das Haus Geroldseck. Zur Zeit Heinrichs I. (Herr von Hohengeroldseck und Grafen von Sulz), im Jahre 1284, verlieh der römisch-deutsche König Rudolf von Habsburg die Stadtrechte an die darunterliegende Stadt Sulz.
Ende des 13. Jahrhunderts Ausbau der Burg in der jetzigen Form durch die Freiherren von Geroldseck.
Bei der Fehde gegen Bubenhofen 1414 wird die Burg Albeck nicht erobert, im Gegensatz zur Stadt Sulz.
1469 wird Burg Albeck belagert durch Graf Eberhard im Bart mit 4000 Mann und 400 Reitern.
Am 3. Oktober 1471 wurde die Burg erobert, Hans von Geroldseck und 3 Söhne kamen in Gefangenschaft in die Burg Hohenurach.
Zwei Jahre später, 1473, verzichteten die Geroldsecker auf ihren Besitz und bekamen vom Grafen Eberhard von Württemberg eine Abfindung bezahlt.
In den Jahren 1618 bis 1648 folgten wechselnde Besetzungen der Burg durch bayerische Truppen.
Die Burg wurde durch Frondienste der umliegenden Dörfer im Dreißigjährigen Krieg und im Jahr 1678 ebenfalls durch Frondienste renoviert.
Von französischen Truppen wurde die Burg am 30. Dezember 1688 durch Brand und Sprengungen zerstört.
Später kommt die Burg mit einem dazugehörigen Gut an die Freiherren von Hayn. Von Herrn v. Hayn kauft die württembergische Hofdomänenkammer das Rittergut Geroldseck mit Vertrag vom 20. Juli 1864 um 150.000 Gulden.
1969 kauft ein Dr. Brand aus Lahn die Burgruine für 5.000 DM von der Hofkammer des Hauses Württemberg.
Die Stadt Sulz erwirbt die Ruine dann 1978 für 33.000 DM.
Am 10. März 1995 wird der Förderverein Ruine Albeck gegründet.

## Baubeschreibung
Es stehen Reste der Wehrmauern sowie der Palas, mit zahlreichen alten Rundbogenfenstern.
Alte Sitznischen und Balkenauflager sind erhalten. Eine äußere Wehranlage verläuft im Wald. Ein Hof und eine weitere Verteidigungsanlage sind wohl unter dem Hügel vergraben und am Grundriss der Burg zu erkennen.

## Landschaftsschutzgebiet
Rund um die Burgruine wurde vom Landratsamt Horb mit Verordnung vom 9. Juli 1959 unter dem Namen Schafweide bei der Ruine Albeck ein Landschaftsschutzgebiet ausgewiesen. Am 29. März 1971 hat das Landratsamt Horb diese Verordnung teilweise aufgehoben, weil das Landschaftsschutzgebiet zum großen Teil im  Naturschutzgebiet Albeck aufgegangen ist. Lediglich eine Restfläche von 0,6 Hektar blieb unter der Bezeichnung Ruine Albeck und Umgebung (Flurstück 5774) als Landschaftsschutzgebiet erhalten. Das Gebiet hat die Schutzgebietsnummer 3.25.023.